# Malthusiaans plafond
Het malthusiaans plafond is een begrip uit de 18e-eeuwse theorie van Thomas Malthus (1766–1834) die stelt dat er een grens zou bestaan aan de groei van de bevolking door de gelimiteerde hoeveelheid land. Deze theorie bleek later onjuist te zijn.

## Strekking en invloed
De econoom en demograaf Thomas Malthus beweerde in 1798 in het pamflet An Essay on the Principle of Population dat de bevolkingsgroei van nature exponentieel verloopt, maar de groei van de ontgonnen hoeveelheid land slechts lineair. Dit zou volgens hem uiteindelijk leiden tot de beschikbaarheid van steeds minder land, en dus voedsel en energie, per capita en dus tot een daling van de mogelijkheid tot bestaan. De bevolking zou bij ongehinderde groei dus een maximale omvang, het malthusiaans plafond, bereiken op basis van de totale hoeveelheid beschikbare middelen; land, grondstoffen, energie en dergelijke. De bevolking zou deze omvang niet straffeloos kunnen overschrijden; gebeurt dit wel dan zou een malthusiaanse catastrofe het gevolg zijn.
In de pre-industriële samenleving was er maar één relevant productiemiddel: land. Landgebruik is onderling exclusief; het gebruik van land voor bosbouw sluit het gebruik voor akkerbouw of veeteelt en dergelijke uit. Het energieaanbod werd dus bepaald door de hoeveelheid land die ter beschikking was. Economische groei als product van een intensivering van het landgebruik zou worden opgegeten door een steeds grotere bevolking. De groei zou stagneren wanneer een maximale houdbare bevolkingsomvang (het malthusiaans plafond) is bereikt.
In de hedendaagse economie en sociologie houdt men buiten de beschikbare hoeveelheid land ook rekening met bijvoorbeeld grondstoffen, energie, werkgelegenheid, onderwijs, gezondheid en vrede. Bij het overschrijden van het plafond ontstaat de malthusiaanse catastrofe, waarbij de overbevolking zichzelf terug in evenwicht brengt via een verhoogde mortaliteit door hongersnood, schaarste, werkloosheid, ziekte en oorlog.

## Het plafond verhoogd
Door de ontwikkeling van de stoommachine, in de 18e eeuw, werd het plafond als het ware verhoogd. De energie die steenkool leverde ging niet ten koste van land; daarbij was deze hoogwaardige brandstof (in vergelijking met bijvoorbeeld turf of hout) ruim voorradig. Met de explosieve groei van het energieaanbod deed de industriële samenleving haar intrede. Door de ontwikkeling van machines kwam een groot deel van de beroepsbevolking in de landbouw vrij voor andere beroepen. 
Daarbij kon men in fabrieken de bewerking van allerlei grondstoffen tot economisch waardevolle goederen veel efficiënter en massaler doen dan ooit tevoren mogelijk was. Met de opkomst van de industriële samenleving kwamen er nog veel meer nieuwe vindingen in gebruik zoals kunstmest. Dit maakte de beschikbare landoppervlakte secundair aan de industriële productiemiddelen. 
Vanaf de industriële revolutie groeit het aantal mensen op aarde explosief. Het vervangen van steenkool door aardolie en kernenergie als energiedragers zorgde opnieuw voor een spectaculaire verhoging van het plafond. Moderne transportmethoden en de informatie- en communicatietechnologie stellen landen in staat om goedkoop aan kapitaal en grondstoffen te komen waardoor het malthusiaans plafond nog verder is verhoogd; dit leidt echter wel tot de zogenoemde backwash effects. Bovendien zou de bevolkingstoename iedere ruimte weer in kunnen vullen. Uitputting van voornoemde energiebronnen zou uiteindelijk nog steeds wereldwijd tot een malthusiaanse catastrofe kunnen leiden. Dit kan volgens sommigen alleen voorkomen worden door het gebruik van alternatieve duurzame energiebronnen en duurzame grondstoffen, samen met een stop van de economische groei en een wereldwijde bevolkingsafname.

## Andere beperkende factoren
Malthus nam als beperkende factor de hoeveelheid land, maar ook andere beperkende factoren zijn in zijn theorie mee te nemen. Dit maakt de theorie ruimer toepasbaar. Beperkende factoren voor de (groei van de) bevolking in een bepaald gebied en tijd kunnen ook zijn; de hoeveelheid water, zonlicht, grondstoffen, voedsel en bijvoorbeeld werkgelegenheid en huisvesting.